# اصل (فیلم ۲۰۱۰)
اصل (به تامیلی: Aasal) و (به انگلیسی: Original) فیلمی هندی محصول سال ۲۰۱۰ و به کارگردانی ساران است. در این فیلم بازیگرانی همچون آجیت کومار، پرابو، سمیرا ردی، بهاوانا، پرادیپ راوات، سامپات راج، راجیو کریشنا، کلی دروجی و کوئنا میترا ایفای نقش کرده‌اند.